# Ilmārs Bišers
Ilmārs Bišers (* 1. November 1930 in Riga, Lettische Sozialistische Sowjetrepublik; † 12. Mai 2011) war ein lettischer Jurist und Politiker der Latvijas Tautas Fronte und später der Demokratischen Partei Saimnieks, der unter anderem zwischen 1990 und 1991 im Kabinett Godmanis I Erster stellvertretender Ministerpräsident und während der sechsten Legislaturperiode von 1995 bis 1998 Mitglied der Saeima, des lettischen Parlaments, war.

## Leben
Ilmārs Bišers begann nach dem Schulbesuch ein Studium an der Juristischen Fakultät der Lettländischen Staatlichen Universität, welches er 1954 beendete. Nachdem er bei der Staatsanwaltschaft und der Rechtsabteilung der Lettischen SSR tätig gewesen war, schloss er 1975 seine Promotion zum Doktor der Rechte ab und lehrte daraufhin selbst als Dozent an der Lettländischen Staatlichen Universität. Zum Ende der Sowjetunion trat er der Lettischen Volksfront LTF (Latvijas Tautas Fronte) und wurde in deren ersten Vorstand gewählt. 1989 wurde er Deputierter des Obersten Sowjets der UdSSR und fungierte zugleich als stellvertretender Vorsitzender des Nationalitätensowjets.
Nach der Wiederherstellung der Unabhängigkeit wurde Bišers am 15. Februar 1990 vom Vorsitzender des Präsidiums des Obersten Sowjets der Lettischen SSR Anatolijs Gorbunovs zum Mitglied der Kommission zur Vorbereitung von Maßnahmen für die Wiederherstellung der wirtschaftlichen und politischen Unabhängigkeit Lettlands. Am 7. Mai 1990 wurde er in das Kabinett Godmanis I berufen und bekleidete in diesem bis zum 13. November 1991 das Amt als Erster stellvertretender Ministerpräsident. Er beteiligt sich anschließend an den Aktivitäten der 1992 gegründeten Demokratischen Zentrumspartei DCP (Demokrātiskā Centra partija), für die er bei der Parlamentswahl am 5. und 6. Juni 1993 ohne Erfolg kandidierte. 1993 wurde die DCP in Demokratische Partei umbenannt, aus der im Frühjahr 1995 durch die Fusion mit der 1994 von Ziedonis Čevers gegründeten politische Organisation Saimnieks die Demokratische Partei Saimnieks DPS (Demokrātiskās Partijas Saimnieks) hervorging.
Bei der Parlamentswahl am 30. September und 1. Oktober 1995 wurde Ilmārs Bišers zum Mitglied der Saeima, des lettischen Parlaments, gewählt und gehörte dieser in der sechsten Legislaturperiode (1995 bis 1998) an. In dieser Zeit war er Mitglied der Rechtskommission sowie der Kommission für Mandate und Eingaben und ferner des Unterausschusses der Rechtskommission für die Arbeit am Gesetzentwurf „Verwaltungsgesetzbuch der Republik Lettland“. Des Weiteren war er Mitglied der lettischen Delegation in der Baltischen Versammlung, eine 1991 ins Leben gerufene Organisation zur engeren Zusammenarbeit zwischen den Parlamenten von Estland, Lettland und Litauen.
Nach seinem Ausscheiden aus der Saeima war Bišers als Rechtsanwalt tätig und fungierte zeitweilig auch als Präsident des Lettischen Wertpapiermarktverbandes. Nach der Umbenennung der DPS in Lettische Demokratische Partei LDP (Latvijas Demokrātisko partiju) unterstützte er den neuen Parteivorsitzenden Andris Ameriks. Er kandidierte in Riga bei den Kommunalwahlen 2001 sowie 2005 – nunmehr für die Erste Partei Lettlands LPP (Latvijas Pirmā partija) – jeweils ohne Erfolg für ein Mandat im Stadtrat. Für seine Verdienste wurde er 2008 mit dem Orden der Drei Sterne der III. Klasse ausgezeichnet.

## Veröffentlichung
- Ministru kabinets. Komentārs Latvijas Republikas Satversmes IV nodal̦ai „Ministru kabinets“, Mitautor Dietrich A. Loeber, Tiesiskās informācijas centrs, Riga 1998, ISBN 9984-5-4128-2

## Weblink
- Bisers, Ilmars. In: rulers.org. Abgerufen am 5. Januar 2025 (englisch).